# El Camino
Ne doit pas être confondu avec El Camino : Un film Breaking Bad.
Albums de The Black Keys
Brothers
(2010) Turn Blue
(2014)
El Camino est le septième album du groupe de blues rock The Black Keys paru le 6 décembre 2011. Il s'agit du quatrième disque produit par le groupe pour le label Nonesuch. L'album fut bien reçu par les critiques et a été mis dans le classement des meilleurs albums en 2011 par plusieurs magazines comme Les Inrockuptibles  ou Plugged.
L'album commença en 2e position au classement Billboard 200 avec 206 000 copies vendues la semaine de sa sortie, devenant ainsi l'album le mieux classé du groupe.

## Musiciens
- Dan Auerbach : guitare et chant
- Patrick Carney : batterie
- Danger Mouse : claviers
- Leisa Hans : chant
- Heather Rigdon : chant
- Ashley Wilcoxson : chant

## Liste des titres
Tous les morceaux sont des compositions de Dan Auerbach, Patrick Carney et Danger Mouse sauf indication contraire.
1. Lonely Boy - 3:13
2. Dead and Gone - 3:41
3. Gold on the Ceiling - 3:44
4. Little Black Submarines - 4:11
5. Money Maker - 2:57
6. Run Right Back - 3:17
7. Sister - 3:25
8. Hell of a Season - 3:45
9. Stop Stop - 3:30
10. Nova Baby - 3:27
11. Mind Eraser - 3:15

## Certification
| Pays              | Certifications |
| ----------------- | -------------- |
| États-Unis (RIAA) | Platine        |
| France (SNEP)     | Platine        |

## Production
- Danger Mouse : producteur
- Kennie Takashi : ingénieur du son
- Collin Dupuis : assistant-ingénieur du son